# Mitsugu Nomura
Mitsugu Nomura (jap. 野村 貢, Nomura Mitsugu; * 21. November 1956 in Muroran, Hokkaidō) ist ein ehemaliger japanischer Fußballspieler.

## Nationalmannschaft
1981 debütierte Nomura für die japanische Fußballnationalmannschaft. Nomura bestritt 12 Länderspiele.

## Errungene Titel
- Japan Soccer League: 1979, 1981
- Kaiserpokal: 1979

## Persönliche Auszeichnungen
- Japan Soccer League Best Eleven: 1981